# Пічушкін Олександр Юрійович
Олексáндр Ю́рійович Пічýшкін (рос. Александр Юрьевич Пичушкин, нар. 9 квітня 1974, Митищі, Московська область, РРФСР, СРСР) — російський серійний вбивця, відомий як «Бітцевський маніяк» і «Вбивця з шахівницею». Здійснив не менше 49 вбивств у московському Бітцевському парку та його околицях; більшість жертв убивав ударами молотка по голові. Мріяв вбити 64 людини відповідно до кількості клітин на шахівниці.
За офіційною версією, перше вбивство скоїв у 1992 році, його жертвою став однокурсник з ПТУ Михайло Одийчук. З 2001 по 2006 роки вбив 48 осіб і скоїв 3 замахи на вбивство. 29 жовтня 2007 року Олександра Пічушкіна було засуджено до довічного позбавлення волі і відправлено відбувати покарання до виправної колонії особливого режиму «Полярна сова». Перебуваючи в ув'язненні, неодноразово висловлював прагнення знову почати вбивати людей.

## Дитинство
Народився 9 квітня 1974 року в Митищах, Московська область. Батько пішов з сім'ї, коли Олександру було 10 місяців. Після цього хлопчик ріс з матір'ю, а в його вихованні брав активну участь дідусь. У 1976 році вони з матір'ю переїхали жити з міста Митищі в Московський район Зюзіно (тоді це була територія Севастопольського району), на вулицю Херсонська. Олександр не хуліганив, здавався скромним і відлюдним, любив грати в шахи. Незабаром, за словами матері Пічушкіна, з ним стався нещасний випадок — він впав з гойдалок і отримав черепно-мозкову травму, після чого опинився в лікарні. У результаті травми у Пічушкіна виникли ускладнення з промовою — він плутав «ш» і «с», а також помилявся в написанні цих букв, через що мати перевела його в 138-й логопедичний інтернат. Після інтернату Пічушкін вступив до ПТУ № 66 (нині — Технічний пожежно-рятувальний коледж імені В. М. Максимчука, відділення Нагірне) на теслю.

## Убивства

### Перше вбивство
Перше вбивство маніяк скоїв 27 липня 1992 року у віці 18 років. Пічушкін запропонував своєму другові Михайлу Одийчуку скоїти вбивство. Проте, зрозумівши, що це не жарти, друг відмовився, після чого був задушений Олександром. Його тіло було скинуто до річки Бітцевського парку, швидкість течії якої сягала 5 м/сек. Тіло так і не було знайдено. За 14 років він зізнався на допиті:

| Перше вбивство — як перше кохання, його неможливо забути. |
|                                                           |

Пічушкін досить довго обмірковував перше вбивство. Через якийсь час він зрозумів, що хоче вбивати ще, і остаточно переконався в цьому після суду над серійним вбивцею Андрієм Чикатилом, а тому ретельно готувався до вбивств: тренувався, посилено розвивав мускулатуру.

### Серія вбивств
Під час скоєння серії вбивств у 2001—2006 роках проживав з матір'ю, Наталією Ельмурадівною, в Москві на вулиці Херсонська, будинок 37, неподалік Бітцевського парку. До 2006 року працював вантажником в супермаркеті на Керченській вулиці. Після затримання Пічушкін заявив, що хотів убити не менше 64 осіб, щоб кількість жертв була рівною кількості клітин на шахівниці; однак на одному з допитів заявив, що після заповнення всіх клітин купив би дошку для міжнародних шашок, на якій 100 клітин. Після кожного вбивства він наклеював номер і закривав клітинку будь-яким предметом (пробкою, шашкою тощо).
Спочатку Пічушкін намагався вбивати алкоголіків, бомжів та інших асоціальних особистостей, які, на його думку, не мали права на життя. Тому всі вбивства на першому етапі відбувалися за схожим сценарієм: Пічушкін знайомився з жертвою і під різними приводами (згадати померлого пса, відсвяткувати День народження тощо) заманював її в Бітцевський парк, де напоював алкоголем і скидав в розташовані в парку колектори, внаслідок чого більшість або гинули при падінні, або помирали від переохолодження, утоплення та неможливості самостійно вибратися.

#### 2001 рік
- Друге вбивство Олександр Пічушкін скоїв 17 травня 2001 року, жертвою став 52-річний Євген Пронін, який мав серед місцевих жителів прізвисько «Кайф» за свою слабкість до спиртного і погодився випити з Пічушкіним у Бітцевському парку нібито за «упокій душі» нещодавно померлого пса. Напоївши чоловіка алкоголем, Пічушкін скинув його в каналізаційний люк. Євген загинув, захлинувшись стічними водами.
- За шість днів, 23 травня, на станції метро Каховська Пічушкін зустрів 64-річного В'ячеслава Климова. Вони розговорилися і випили. Злочинець розправився з чоловіком похилого віку тим же способом, що і з Проніним.
- Четверте вбивство Пічушкін скоїв майже за місяць. 22 червня 2001 року біля спортивного магазину Олександр познайомився із чоловіком на ім'я Юрій; на вигляд, як розповідав убивця, йому було близько 60 років. Пічушкін запросив Юрія до парку під приводом спільного розпиття спиртного. Коли він зіштовхнув жертву в криницю, той зачепився за скоби, тому Пічушкіну довелося спуститися за ним і вдарити по руках, щоб Юрій упав униз, внаслідок чого той помер.
- За чотири дні Пічушкін вбиває 65-річного алкоголіка Миколу Тихомирова. Як пізніше розповів пасинок Миколи, той мав проблеми з алкоголем і міг впасти в люк п'яним, тому, незважаючи на те, що тіло Тихомирова було знайдено наступного дня, ніхто не припустив, що він був саме вбитий, а не випадково впав у колектор.
- 29 червня зникає 73-річний Микола Філіппов. Літній чоловік пішов за цигарками і не повернувся. Того ж дня, як пізніше з'ясувалося, він був убитий Пічушкіним.
- 2 липня того ж року Пічушкін, повертаючись із роботи, зустрів свого давнього знайомого — 49-річного Олега Львова. Дізнавшись, що той уже два тижні веде асоціальний спосіб життя (коли Львов зібрався продати свою квартиру, його вдарили по голові, забравши і гроші, і квартиру), Пічушкін запросив його до Битцевського лісу випити горілки. У Львова на пальцях та на грудях були сигнет та ланцюжок, але вбивця їх не забрав. Того ж дня, згодом, Олександр розправився з Олегом; згодом на суді Пічушкін заявив, що це була єдина людина, яку йому було шкода вбивати, тому що вони були знайомі п'ять років.
- 13 липня Пічушкін познайомився з 61-річним Геннадієм Сафоновим, який втік із наркологічної клініки. Коли Сафонов пив горілку, Пічушкін потягнув його до найближчої криниці. Побачивши це, Сафонов попросив: «Тільки в криницю мене не кидай». Вбивця не став слухати старого, скинув його в криницю, і той загинув.
- 14 липня Пічушкін побачив у парку свого знайомого — 44-річного Сергія Павлова. Павлов повертався додому з подругою і спочатку відмовився випити з Олександром, але потім залишив подругу і пішов з ним у ліс. Однак сталося те, чого Пічушкін зовсім не очікував, — Сергій став брикатися і чинити опір. Тоді вбивця різко схопив його за ногу і скинув у криницю.
- 10-ю та 11-ою жертвами стали 45-річний Віктор Елістратов та 54-річний Віктор Волков на прізвисько «Чира», Пічушкін убив їх 20 та 21 липня.
- 26 липня Пічушкін скоїв вбивство 22-річного Андрія Коновальцева на прізвисько «Термінатор», проте спроба скинути свою 12-у жертву в колектор безшумно виявилася невдалою — в останні хвилини життя Коновальцев, запідозривши неприємне, спробував втекти від нового знайомого, але Пічушкін, бувши фізично міцнішим, схопив його і потягнув до люка.

#### 2002 рік
- 13-те вбивство Олександр Пічушкін скоїв за іншою схемою. Увечері 18 січня 2002 року, познайомившись на вулиці з 39-річним бездомним на ім'я В'ячеслав, заманив його в під'їзд 16-поверхового будинку на вулиці Каховка під приводом спільного розпиття спиртних напоїв, після чого скинув чоловіка з 16-го поверху, і той загинув на місці. Співробітники правоохоронних органів, не ставши серйозно розбиратися, списали все на нещасний випадок.
- 14-те вбивство Пічушкін скоїв 29 січня знову в Бітцевському парку; жертвою став 42-річний Андрій Веселовський, який зловживав спиртними напоями.
- 13 лютого Пічушкін розправився з 47-річним хронічним алкоголіком Юрієм Чумаковим.
- 23 лютого маніяк намагався вбити 19-річну Марію Віричову, що перебувала на 5-му місяці вагітності, заманивши її до Бітцевського парку пропозицією приховати нібито вкрадений товар за 1000 рублів (за іншою версією, допомогти перенести важкі сумки). Однак після падіння в криницю Віричової вдалося врятуватися та самостійно вибратися на поверхню, де її виявили випадкові перехожі та викликали «швидку допомогу» і міліцію. Їй вдалося зберегти дитину: улітку народилася дівчинка.
- 27 лютого Пічушкін вирішив вбити ще одну жінку, жертвою стала якась Віра Захарова.
- 7 березня 18-ою жертвою Пічушкіна став 47-річний робітник Борис Нестеров. З собою у Пічушкіна завжди був пакет, в якому лежали цвяхи, робочі рукавички, горілка, цигарки та сірники (якщо жертві хотілося палити). З Нестеровим вони стояли неподалік криниці, він трохи випив, а потім, на подив Пічушкіна, різко встав і пішов на вихід з парку. Пічушкін побіг за ним і в цей момент Нестеров обернувся та різко і сильно схопив його за горло. Але вбивця невдовзі збив Бориса з ніг і бив ногами, не даючи підводитися; потім схопив трухляву палицю, але вона розсипалась у нього в руках. Нестеров почав кричати: «Мужики, допоможіть!», потім сказав Пічушкіну: «Не вбивай! Я на тебе квартиру оформлю…» і після видихнувся і затих. Вбивця підтягнув тіло Нестерова до криниці, відкрив кришку і скинув униз.
- 8 березня Пічушкін розправився з 42-річним Олексієм Федоровим, зловживавшим спиртними напоями інвалідом, який проживав з матір'ю та сестрою в сусідньому з Пічушкіним під'їзді. Олексій був дуже масивною людиною, і вбивці довелося дуже довго скидати його в криницю, але за 20 хвилин все ж таки зіштовхнув його тіло. Після вбивства Федорова його родичі подали заяви до міліції про його зникнення, співробітники правоохоронних органів у рамках розслідування розмовляли і з Пічушкіним, проте той зумів переконати міліціонерів у своїй непричетності до зникнення Олексія, не викликавши при цьому підозри.
- 10 березня Пічушкін скоїв спробу вбивства 13-річного Михайла Лобова, який раніше втік з дитячого будинку. Злочинець заманив підлітка в парк під тим самим приводом, що й Віричеву, після чого зіштовхнув у каналізаційний люк, проте Лобов не знепритомнів під час падіння і за деякий час зумів самостійно вибратися назовні. Побачивши за кілька днів Лобова на вулиці живим, Пічушкін вирішив більше не скидати людей у колодязі живими.
- За деякий час Пічушкін зумів через знайомого придбати ручку, що стріляє; за її допомогою Пічушкін продовжив полювання, жертвою мимоволі став 43-річний колишній скрипаль Герман Червяков, який через проблеми з алкоголем втратив роботу та будинок. Тривалий час Пічушкін не міг розправитися з Германом, тому що він постійно був у компанії людей і ніколи не залишався один. Рано-вранці 24 серпня 2002 року маніяк пробрався в курінь Червякова, в якому він проживав за літнім часом, і вистрілив у нього, але сталася осічка, і тоді вбивця знову зробив постріл. Цього разу його жертва моментально померла, зрозумів він це за струменем крові, що виходив з голови потерпілого і за хропінням, яке різко припинилося; після вбивства Пічушкін пішов додому.
- 13 і 25 вересня Пічушкін убив Миколу Іллінського та В'ячеслава Мінаєва.
- 30 вересня за допомогою ручки, що стріляє, Пічушкіну не вдалося з першої, другої і третьої спроб розправитися з 42-річним Сергієм Федоровим на прізвисько «Їжачок», і йому довелося добивати ще живого чоловіка молотком, після чого він вирішив відмовитися від використання ручки-самостріла. Новим знаряддям для скоєння вбивств Пічушкін обрав молоток.
- 2 листопада Пічушкін убив свого знайомого - 46-річного інваліда другої групи Олексія Пушкова.
- 12 листопада жертвою маніяка став місцевий любитель випити Валерій Долматов. Пічушкін вдарив Долматова молотком прямо в щелепу, Валерій упав і вдав із себе мертвого. Але вбивця відразу розкусив обман і скинув Долматова у криницю.

#### 2003 рік
- 13 березня жертвою маніяка став 73-річний Лянг Фаткулін.
- За 2 тижні, 27 березня, було вбито 42-річного Віктора Ільїна.
- 4 квітня жертвою Пічушкіна став 62-річний Ігор Каштанов. Через те, що Каштанов був міцним чоловіком, Пічушкіну довелося бити його молотком по голові; зазнавши удару, Каштанов почав вставати, але отримав ще один удар і загинув. Убивця скинув тіло Ігоря у люк.
- 6 квітня було вбито 42-річного Олега Боярова.
- 10 травня Пічушкін убив свого колегу — 40-річного Василя Станового.
- 12 травня вбивця запросив до лісу свого знайомого — 45-річного Сергія Чудіна. Поки він палив, сидячи на криниці, Пічушкін вдарив його по голові, але не вбив. Чудін загинув лише на дні криниці.
- 27 серпня жертвою Пічушкіна став чоловік на ім'я Володимир; перед цим убивством маніяк вперше випив разом із жертвою.
- 30 серпня Пічушкін убив 42-річного Єгора Кудрявцева, якого згодом шукали не так активно: думали, що він перебуває в місцях позбавлення волі чи психіатричній лікарні.
- 14 жовтня маніяк убив свого колегу — Володимира Фоміна.
- 14 листопада жертвою Пічушкіна став 43-річний персональний водій Володимир Федосов.
- 15 листопада Пічушкін напав на 27-річного Костянтина Полікарпова, але чоловікові вдалося вижити, проте від кількох ударів молотком по голові він втратив пам'ять.

#### 2004 рік
Після невдалого замаху на Полікарпова, що проживав в одному дворі з Пічушкіним, маніяк, вочевидь, злякавшись упізнання останньою жертвою та затримання, тому заліг на дно і не скоював вбивства протягом 1 року та 7 місяців. Серію вбивств відновив лише 2005 року.

#### 2005 рік
У 2005 році Пічушкін, працюючи в супермаркеті неподалік свого будинку, познайомився з колегою Ольгою Синюгіною. Він довго готувався до її вбивства, проте розумів, що Ольга з ним нізащо не піде. Тому вирішив вистежити її дорогою додому після роботи та вбити прямо на вулиці. Однак такий план вимагав підготовки, адже вбивати в безлюдному парку маніяку було набагато безпечніше. Але жага крові брала своє. Тому вбивство Ольги Пічушкін відкладав, знаходячи до певного часу більш «легких» жертв, яких без проблем заманював до Бітцевського лісу. Пізніше Синюгіна скаже:

| Пічушкін мені не сподобався з першої зустрічі. Страх відразу з'явився, огида, наче щура побачила. Погляд у нього якийсь скляний… |
| |

Викриття Пічушкіна Ольгу вразило. А його визнання взагалі вибило з колії. Після зустрічі з маніяком у кабінеті слідчого його невдала жертва звільнилася з роботи, зібрала речі і терміново поїхала до рідних до Казахстану.
- 8 червня він заманив до Бітцевського парку свого 40-річного приятеля Андрія Маслова, якого напоїв, і коли той заснув, розбив йому голову молотком і скинув тіло в каналізацію. Після цього злочину Пічушкін знову вирішив змінити тактику: за власним зізнанням, зробленим вже після арешту, йому набридло ховати тіла своїх жертв, і він вирішив публічно заявити про своє існування.
- 28 вересня Пічушкін заманив до Бітцевського парку 46-річного алкоголіка Юрія Кузнєцова, вирішивши розбити йому голову молотком і залишити тіло на видному місці, проте змінив свої плани, оскільки Кузнєцов після спільного розпиття пляшки горілки з Пічушкіним заснув, після чого вбивця просто стиснув його рот і ніс руками доти, поки Кузнєцов не задихнувся. Тіло було знайдено наступного дня випадковими перехожими, проте співробітники міліції, які прибули, списали смерть Кузнєцова на отруєння алкоголем, не ставши порушувати кримінальну справу і проводити перевірку.
- 15 жовтня Пічушкін напав на 31-річного бездомного Миколу Воробйова, проте той після першого удару зумів стати на ноги і спробував втекти від Пічушкіна, але вбивці вдалося наздогнати його та забити до смерті.
- 16 листопада 41-ю жертвою маніяка став 63-річний колишній сержант міліції Микола Захарченко. Він випив півсклянки горілки і сильно сп'янів, Олександр спочатку не хотів бити його молотком, щоб не забруднитися кров'ю, але Захарченко раптово почав розмахувати палицею, і Пічушкін вирвав її у нього з рук і вдарив нею Захарченка по голові. Микола помер.
- 21 листопада жертвою вбивці став 36-річний Олег Лаврененко, приїжджий із Камишина. Під час розпиття спиртного Олег дістав ножик і почав грати з ним, Пічушкін відібрав його, кинув на землю, потім різко вдарив Лаврененка молотком по обличчю. Під час слідчого експерименту знайшли сумку Лаврененка – речі, які він хотів продати, ножик, щелепу. Все інше з'їли бродячі собаки.
- Початком «ритуальної» серії можна вважати 28 листопада, коли Пічушкін убив 73-річного інваліда 2-ї групи Володимира Дудукіна. Після вбивства він накрив тіло Дудукіна і вставив в його голову пляшку горілки.
- 6 грудня — вбито 72-річного Миколу Корягіна. Він повертався додому через Бітцевський парк, його помітив Пічушкін і запропонував випити. У Корягіна у вухах був слуховий апарат, і Пічушкін вирішив, що це якийсь передавач і зараз їх засікнуть. Коли Пічушкін заспокоївся, то завдав Корягіну удару молотком по обличчю, потім пробив у голові дірку і вставив туди пляшку горілки.
- 16 грудня — вбито 49-річного Віктора Соловйова. Він випив і став раптово йти на вихід з лісу, але Пічушкін наздогнав його і завдав кілька ударів молотком, від яких верхньої частини черепа майже не залишилося. Потім Пічушкін вставив у голову Віктора пляшку з-під горілки. Його тіло, як і тіло Лаврененка, з'їли бродячі собаки.
- 19 грудня — вбито 64-річного працівника бітумного заводу Бориса Гришина. Він погодився випити з Пічушкіним після важкої зміни на заводі.
- 26 грудня — вбито 51-річного зварювальника Олександра Льовочкіна. Він погодився відзначити наступаючий Новий рік з Пічушкіним. З його тілом сталося те саме, що й з тілами Лаврененка та Соловйова.

#### 2006 рік
- Новий 2006 рік Пічушкін вирішив почати вбивством 55-річного Юрія Ромашкіна, яке було скоєно 27 лютого. Він убив його штакетником, який потім застромив у його голову.
- 4 березня було вбито 57-річного філолога Степана Васильченка. У його голову також була встромлена палиця.
- 23 березня жертвою Пічушкіна став 25-річний Махмуд Жолдошев.
- 11 квітня Пічушкін убив 48-річну Ларису Кулигіну.
- 14 червня було вбито 36-річну Марину Москальову; вона стала останньою, 49-ю жертвою Пічушкіна.

Лише трьом жертвам Пічушкіна вдалося вижити після його нападу.

## «Бітцевський маніяк»
Серію вбивств Пічушкін почав у 2001 році. Чутки про маніяка, що орудує в Бітцевському парку, ходили задовго до цього, ще з 1990-х років, проте до справи Пічушкіна відношення не мали. До кінця 2005 року ні міліція, ні прокуратура не підозрювали про існування серійного вбивці. Завдяки відпрацьованому способу позбавлення від трупів за допомогою каналізаційних люків і замітання слідів всі зниклі люди значилися зниклими безвісти.
За свідченнями директора Кур'янівських очисних споруд (саме до них веде колектор каналізації, в який маніяк скидав свої жертви) В. Мухіна: 

| З 2001 по 2005 рік на наших очисних спорудах постійно знаходили трупи. 29 тіл за цей час! Я 30 років працюю, і ніколи жодного подібного НП не було. Про всі знайдені трупи ми повідомляли в міліцію. |
| |

Але по більшості з 29 знайдених тіл кримінальні справи міліцією не заводилися, і тіла його жертв так і залишалися неупізнаними до тих пір, поки їх не впізнав спійманий маніяк. Лише з осені-зими 2005 року в пресі стали з'являтися нотатки про часті випадки вбивств саме в Бітцевському парку. Пояснювалося це тим, що Пічушкін перестав ховати трупи, бажаючи таким чином заявити про себе. «Фірмовий знак» злочинця — розбита важким предметом голова жертви і вставлені у відкриту рану гілки або пляшки — довели: в Бітцевському парку орудує серійний вбивця, який нападає на переважно літніх чоловіків. Однак ніякі заходи по затриманню злочинця, в числі яких було цілодобове патрулювання парку співробітниками в цивільному і спостереження за районом з вертольота, результатів не давали.
У цей же період стався епізод, коли місцевому жителю, який регулярно відвідував Бітцевський парк, Пічушкін наполегливо пропонував випити пляшку з міцним алкогольним напоєм. Пічушкін явно був роздратований відмовою непитущого чоловіка і почав злитися, але в цей момент з кущів з'явилися дві собаки, власником яких був чоловік. Маніяк відразу пішов. А чоловік негайно відправився до найближчого опорного пункту міліції, що знаходиться за адресою вул. Обручева, будинок 55а, де дав детальний опис події і описав підозрілу людину. Але міліціонери не потрактували те, що трапилося, гідним уваги і згадали про цей епізод лише кілька місяців по тому, після упіймання Олександра Пічушкіна.

## Слідство, арешт, суд та вирок
19 лютого 2006 року в Бітцевському парку був затриманий чоловік, який при спробі перевірки документів спробував втекти. Оперативники відкрили вогонь і поранили його в стегно. Надалі з'ясувалося, що затриманий не має відношення до вбивств в Бітцевському парку. За однією версією, оперативники, які зупинили чоловіка, були не в формі, тож він вирішив, що його намагаються пограбувати. Згідно з другою версією, чоловік носив із собою ніж для самозахисту, а коли на нього звернули увагу оперативники, він злякався, що його можуть притягнути до кримінальної відповідальності за носіння холодної зброї.
13 березня в Бітцевському парку був затриманий інший чоловік, переодягнений жінкою, який, побачивши співробітників міліції, також спробував сховатися втечею. У його сумці був виявлений молоток. У ході слідства з'ясувалося, що у затриманого на момент скоєння злочинів було алібі.

### Арешт
14 червня було скоєно вбивство Марини Москальової, при розслідуванні якого слідство вийшло на її колегу Олександра Пічушкіна. Марина, йдучи на побачення з Пічушкіним, залишила синові номер його мобільного телефону. Сам Пічушкін знав про цей факт, але все одно зважився на вбивство.
16 червня Олександр Пічушкін був заарештований. Серед доказів, які вказували на його винність, був запис камери відеоспостереження, розташованої на станції метро «Каховська», зроблений 13 червня 2006 року. На ній було видно, як Пічушкін і Москальова увійшли до вестибюлю. За деякий час заарештований заявив, що саме він і є «Бітцевськім маніяком». За кілька днів Пічушкін дав свідчення по інших злочинах, скоєних на території Бітцевського парку.
У квітні 2007 року Олександр Пічушкін був визнаний обмежено осудним, що мало на увазі можливість у вигляді покарання помістити засудженого в місця позбавлення волі з примусовим лікуванням, за результатами експертизи, що проводилася з грудня 2006 року в Інституті ім. Сербського.

### Суд
У червні 2007 року прокуратура Москви закінчила розслідування кримінальної справи Олександра Пічушкіна. Йому було пред'явлено звинувачення в скоєнні 52 умисних злочинів, переважно на території Бітцевського парку.
13 серпня 2007 року в Московському міському суді почалися попередні слухання у справі Олександра Пічушкіна, обвинуваченого у вбивстві 48 людей і замаху на вбивство ще трьох осіб. Підсудному було пред'явлено звинувачення за статтею 105 Кримінального кодексу Російської Федерації «Вбивство двох або більше осіб, які знаходяться в безпорадному стані, вчинене з особливою жорстокістю». Державним обвинувачем на процесі виступив прокурор Москви Юрій Сьомін. Відповідно до його прогнозів, суд над Пічушкіним повинен був тривати не менше двох місяців. У справі проходили 41 потерпілий і 98 свідків звинувачення. Суд задовольнив клопотання обвинуваченого про розгляд його справи колегією присяжних і оголосив, що процес буде відкритим. Відбір колегії присяжних був призначений на 13 вересня.
За даними слідства, Пічушкін скоював злочини з 1992 по 2006 роки. Найбільш активно обвинувачений діяв у 2005—2006 роках на території Бітцевського лісопарку на південно-заході Москви. В основному жертвами підсудного були чоловіки, серед потерпілих було всього три жінки: дві були вбиті (Лариса Кулигіна, Марина Москальова), на одну скоєно замах (Марія Віричова). Призначений адвокат підсудного Павло Іванников повідомив, що його підзахисний визнає провину в повному обсязі. 
Точна кількість жертв «Бітцевського маніяка» досі не відома. Раніше в інтерв'ю одному з телеканалів Пічушкін заявив, що скоїв 61 вбивство (в цей час він не знав, що Марія Віричова вижила після нападу). Якщо вірити різним джерелам, Пічушкін заявляв про вбивство 60, 61, 62 або 63 осіб. В останньому інтерв'ю говорив тільки про шістдесят: 

| ...Я знав, що вирок буде стопудово, ще знав, коли кололи щодо 12 трупів. Вони навіть не хотіли слухати, що 60 у мене... |
| |

При цьому, за його словами, багато з його жертв були його знайомими. За визнанням Пічушкіна, він заводив жертв під різними приводами в лісопарк, багатьом говорив, що в парку похований його собака і потрібно його пом'янути, а потім вбивав жертв ударами молотка по голові і ховав тіла. У ході слідства Пічушкін показав кілька місць поховання вбитих. Представники МВС висловлювали думку, що «Бітцевський маніяк» за жорстокістю перевершив навіть відомого серійного вбивцю Андрія Чикатила. Пічушкін також заявив, що, якби його не затримали, він не перестав би вбивати: 

| ...Не впіймали б — я б ніколи не зупинився, ніколи. Врятували життя багатьом, упіймавши мене... |
|                                                                                                 |

Коли Пічушкіна знімала група телеканалу НТВ, він заявив: 

| НТВшники, я ще повернуся в Бітцевський парк. Моя рука добре пам'ятає молоток! |
|                                                                               |

24 жовтня колегія присяжних Московського міського суду одноголосно винесла обвинувальний вердикт. Пічушкін був визнаний повністю винним у 48 вбивствах і 3 замахах на вбивство. 25 жовтня він виступив з останнім словом у суді, сказавши, що не шкодує про свої вчинки: 

| Увесь цей час я що хотів, те й робив... Ось вже 500 днів я перебуваю під арештом, і всі ці дні величезна кількість народу вирішує мою долю – менти, слідчі, судді, прокурори, присяжні, експерти... Сотні людей вирішують долю однієї людини, тоді як я один вирішив долі 63-х людей! Ні, мабуть, шістдесяти, трьох можна не рахувати... Я один був для них прокурором, присяжним, суддею і катом. Виконав усі ваші функції. Я був майже Богом! Відчуйте різницю... |
| |

### Вирок
29 жовтня 2007 Олександр Пічушкін був засуджений до довічного позбавлення волі в колонії особливого режиму. Його визнали винним у вбивстві 48 осіб і трьох замахах, при цьому він сам зізнався у скоєнні ще 12 тяжких злочинів, зокрема, у вбивстві Михайла Одийчука, вчинене в 1992 році.
2 листопада 2007 «Бітцевський маніяк» оскаржив вирок. У касаційній скарзі він просив знизити покарання з довічного позбавлення волі до 25 років позбавлення волі. У лютому 2008 року Верховний Суд Російської Федерації відхилив касаційну скаргу.

## В ув'язненні
Відбувати покарання вбивця був етапований в колонію особливого режиму «Полярна сова». У колонії Пічушкін перший час утримувався в одній камері з терористом Нурпашою Кулаєвим, якому став погрожувати вбивством, кажучи: «Щось ти мені не подобаєшся...», після чого Кулаєв, злякавшись за своє життя, терміново попросив перевести його в іншу камеру. Урешті-решт, через систематичні конфлікти зі співкамерниками, Пічушкіна перевели в одиночну камеру.
Відбуваючи довічне позбавлення волі, Пічушкін неодноразово заявляв, що у разі умовно-дострокового звільнення продовжить вбивати людей:

| Якби мене зараз випустили, насамперед я вбив би пару людей, щоб стрес зняти, зґвалтував жінку і випив горілки. А далі як карта ляже. |
| |

5 квітня 2025 року Олександр Пічушкін погоддився дати свідчення ще по ще 11 нерозкритих вбивствах. Про це повідомляє Федеральна служба виконання покарань.

## Перелік жертв
Перелік жертв Олександра Пічушкіна:
1. Михайло Петрович Одийчук, 18 років. Убитий 27 липня 1992 року.
2. Євген Олексійович Пронін, 52 роки. Убитий 17 травня 2001 року.
3. В'ячеслав Клімов, 64 роки. Убитий 23 травня 2001 року.
4. Юрій (прізвище та вік невідомі). Убитий 22 червня 2001 року.
5. Микола Тихомиров, 65 років. Убитий 26 червня 2001 року.
6. Микола Степанович Філіппов, 73 роки. Убитий 29 червня 2001 року.
7. Олег Володимирович Львов, 49 років. Убитий 2 липня 2001 року.
8. Геннадій Сафонов, 61 рік. Убитий 13 липня 2001 року.
9. Сергій Олексійович Павлов, 44 роки. Убитий 14 липня 2001 року.
10. Віктор Елістратов, 45 років. Убитий 20 липня 2001 року.
11. Віктор Волков, 54 роки. Убитий 21 липня 2001 року.
12. Андрій Володимирович Коновальцев, 22 роки. Убитий 26 липня 2001 року.
13. В'ячеслав (прізвище невідоме), 39 років. Убитий 18 січня 2002 року.
14. Андрій Веселовський, 42 роки. Убитий 29 січня 2002 року.
15. Юрій Олександрович Чумаков, 47 років. Убитий 13 лютого 2002 року.
16. Марія Віричова, 19 років. Напад 23 лютого 2002 року, вижила.
17. Віра Захарова (вік невідомий). Убита 27 лютого 2002 року.
18. Борис Миколайович Нестеров, 47 років. Убитий 7 березня 2002 року.
19. Олексій Васильович Федоров, 42 роки. Убитий 8 березня 2002 року.
20. Михайло Миколайович Лобов, 13 років. Напад 10 березня 2002 року, вижив.
21. Герман Червяков, 43 роки. Убитий 24 серпня 2002 року.
22. Микола Іллінський, 40 років. Убитий 13 вересня 2002 року.
23. В'ячеслав Мінаєв (вік невідомий). Убитий 25 вересня 2002 року.
24. Сергій Федоров, 42 роки. Убитий 30 вересня 2002 року.
25. Олексій Пушков, 46 років. Убитий 2 листопада 2002 року.
26. Валерій Долматов (вік невідомий). Убитий 12 листопада 2002 року.
27. Лянг Хафізович Фаткулін, 73-74 роки. Убитий 13 березня 2003 року.
28. Віктор Ільїн, 42 роки. Убитий 27 березня 2003 року.
29. Ігор Іванович Каштанов, 62 роки. Убитий 4 квітня 2003 року.
30. Олег Бояров, 42 роки. Убитий 6 квітня 2003 року.
31. Василь Становий, 40 років. Убитий 10 травня 2003 року.
32. Сергій Чудін, 45 років. Убитий 12 травня 2003 року.
33. Володимир (прізвище та вік невідомі). Убитий 27 серпня 2003 року.
34. Єгор Борисович Кудрявцев, 42 роки. Убитий 30 серпня 2003 року.
35. Володимир Фомін (вік невідомий). Убитий 14 жовтня 2003 року.
36. Володимир Миколайович Федосов, 43 роки. Убитий 14 листопада 2003 року.
37. Костянтин Ігорович Полікарпов, 27 років. Напад 15 листопада 2003 року, вижив.
38. Андрій Маслов, 40 років. Убитий 8 червня 2005 року.
39. Юрій Кузнєцов, 46 років. Убитий 28 вересня 2005 року.
40. Микола Воробйов, 31 рік. Убитий 15 жовтня 2005 року.
41. Микола Йосипович Захарченко, 63 роки. Убитий 16 листопада 2005 року.
42. Олег Лаврененко, 36 років. Убитий 21 листопада 2005 року.
43. Володимир Дудукін, 73 роки. Убитий 28 листопада 2005 року.
44. Микола Ілліч Корягін, 72 роки. Убитий 6 грудня 2005 року.
45. Віктор Соловйов, 49 років. Убитий 16 грудня 2005 року.
46. Борис Грішин, 64 роки. Убитий 19 грудня 2005 року.
47. Олександр Льовочкін, 51 рік. Убитий 26 грудня 2005 року.
48. Юрій Ромашкін, 55 років. Убитий 27 лютого 2006 року.
49. Степан Васильченко, 57 років. Убитий 4 березня 2006 року.
50. Махмуд Жолдошев, 25 років. Убитий 23 березня 2006 року.
51. Лариса Кулигіна, 48 років. Убита 11 квітня 2006 року.
52. Марина Москальова, 36 років. Убита 14 червня 2006 року.

## Документальні фільми і телепередачі
- «Щиросердне зізнання» — «Сповідь Бітцевського маніяка» (2007).
- «Щиросердне зізнання» — «Маніяки прокинулися» (2007).
- «Жахіття Бітцевського парку» (2007).
- «Discovery Channel» — «Убивця-шахіст» (2009).
- «Репортерські історії» — «Адвокати диявола» (2010).
- «61-ша жертва» — 2 серії з циклу Вахтанга Мікеладзе «Засуджені довічно».
- «Програма максимум» — «Бітцевський маніяк: перша кров».
- «Нехай говорять» — «Бітцевський маніяк» (випуск 28 червня 2006 року).
- «Нехай говорять» — «Слідами маніяка» (випуск 3 липня 2008 року).
- «Мисливці на маніяків» — «Перший канал» (2008).
- Серія «Бітцевський маніяк» у серіалі «Важняк» (2010).
- Спецпроєкт «Садівник» у серіалі «Слід» (2010).
- «Ще не вечір» — «Діти маніяків» (2011).
- «Батьки чудовиськ» (2013).
- «Нові російські сенсації» — «Наречена чудовиська» (2014).
- «Х-версії. Гучні справи» — «Чикатило: ім'я звіра» (2015).
- «Битва екстрасенсів». Паранормальне шоу (2015).
- «Людина і закон» (випуск 25 листопада 2016).
- «Faust21century» — «Олександр Пічушкін | Бітцевський маніяк | Колиска жаху» (випуск 23 листопада 2020).
- «Нові російські сенсації» — «Вижила», 2 серії (2021).

## Інші факти
- 18-річні вбивці Артем Ануфрієв і Микита Литкін під час слідства повідомили, що у 2007 подивилися по телевізору передачу про Олександра Пічушкіна. Ануфрієв створив в Інтернеті групу «Пічушкін — наш президент», і після цього у них виникло бажання за прикладом Пічушкіна вбивати. Пізніше у ході слідства було встановлено, що вбивцями рухали інші мотиви, які мають мало відношення до мотивів Пічушкіна.
- У 2017 в Бітцевському парку відбулася нова серія вбивств[16]. Розшукуваний злочинець вже отримав популярність як «Новий бітцевський маніяк». Випуск програми «Андрій Малахов. Прямий ефір» від 17 листопада 2017 року, названий «Новий Бітцевський маніяк?» і присвячений вбивству однієї з жертв нового маніяка, також містить інтерв'ю з іншим російським серійним вбивцею — довічно засудженим Михайлом Попковим, який вбив 78 осіб і отримав прізвисько «Ангарський маніяк»[17].
- Бродячі собаки поїдали трупи, які залишав після себе «Бітцевський маніяк» Пічушкін в Бітцевському парку, через що деяких загиблих людей не виявили. Згідно з фільмом «Серійні вбивці: Убивця-шахіст» від Discovery Channel, «ці собаки-людожери-трупоїди і їхні нащадки досі вільно мешкають на південному заході Москви».